# Mouvement national pour l'indépendance de Madagascar
Le Mouvement national pour l'indépendance de Madagascar ou MONIMA, (en malgache : Madagasikara otronin'ny Malagasy) est un parti politique malgache fondé au mois de juillet 1958 par Monja Jaona, l'un des inspirateurs de l'Insurrection malgache de 1947 et nationaliste intransigeant. Son programme était la décolonisation, l'anti-impérialisme avec une tendance maoïste dans les années 1960.
Son président actuel est Monja Roindefo et son secrétaire général est Gabriel Rabearimanana.
Le 1er avril 1971, le MONIMA déclencha un soulèvement populaire parmi la paysannerie qui déboucha sur une grave crise politique à Madagascar. Le MONIMA joua un rôle important dans ces troubles qui conduisirent à la chute du Président Tsiranana en 1972. Un de ses responsables, Charles Ravoajanahary, devra s'exiler en 1971 avant de revenir l'année suivante après la chute de Tsiranana.
Lors de son congrès, de novembre 1976, le Monima a pris ses distances par rapport aux régimes actuels, exigeant qu'ils mettent en pratique les choix socialistes en épurant l'administration et en organisant véritablement "le front pour la défense de la Révolution", prévu dans la constitution. 
En 2007, le MONIMA a réalisé une alliance avec les partis Tambatra (L'Union) de Pety Rakotoniaina et le Manaovasoa sous l'appellation de TMM. Mais depuis cette élection de 2007, le MONIMA n'est plus représenté à l'Assemblée nationale de Madagascar. En 2013, le MONIMA préparait les futures élections. En juillet 2013, le MONIMA célèbre son 55e anniversaire d'existence.